# میدانلار (هوراند)
میدانلار یکی از روستاهای استان آذربایجان شرقی است که در دهستان دودانگه بخش مرکزی شهرستان هوراند  واقع شده‌است. این روستا ۸۰ نفر جمعیت دارد.